# Pumactant
Il pumactant è un composto artificiale utilizzato come surfattante polmonare ed è stato utilizzato nel trattamento e nella prevenzione della sindrome da distress respiratorio del neonato. Attualmente non è più in uso, in quanto sostituito da composti più efficaci, come il lucinactant.
Il composto è una forma di polvere cristallina ed è formato da una miscela di dipalmitoilfosfatidilcolina e fosfatidilglicerolo in un rapporto 7 a 3.
L'utilizzo del pumactant, somministrato tramite sonda endotracheale, ha mostrato una mortalità del 31%, inversamente correlata con l'età gestazionale. Di conseguenza il composto è stato ritirato del mercato nel Regno Unito nel 2000.
Il composto è stato valutato nel trattamento precoce dell'asma e nella gestione post-operatoria di intervento chirurgico toracico per la prevenzione della formazione di aderenze.